# Menélaos Karamanguiolis
Menélaos Karamanguiolis (Μενέλαος Καραμαγγιώλης, Tebes, 10 de juliol de 1962) és un director i productor de cinema grec. Va estudiar Literatura Bizantina i Grega Moderna a la Universitat d'Atenes.
Ha dirigit els curts documentals  Αλφειός (1985), Χαίρε Μαρία (1986), Ο Κολοσσός του Ήλιου (1987), així com el llargmetratge premiat a Grècia i a l'estranger  Rom (1989), que suposa un punt d'inflexió del documental grec que ara tothom admet que és una fita en la història del documental grec., i "una obra mestra que hauria de seguir sent un clàssic de la història del cinema" (Nicole Brenez, comissària del cicle de cinema d'avantguarda de la Cinemateca Francesa) i Ελαίας Αίγλη(1987) que continuen i es projecten fins avui en festivals internacionals.
Els seus llargmetratges "Black Out" (1998) que ha estat descrit com "la primera pel·lícula grega posmoderna genuïna" i J.A.C.E. - Just Another Confused Elephant (2012) són coproduccions internacionals i han estat premiades en nombrosos festivals internacionals.
El 1994, va fundar la productora cinematogràfica Pausilypon Films την οποία και εκπροσωπεί.

## Filmografia
|  | Documentals - 1985 Αλφειός (curtmetratge) - 1985 Χαίρε Μαρία (curtmetratge) - 1989 Ο κολοσσός του ήλιου - 1987 Ελαίας αίγλη - 1990 Rom - 2011-2015 ΣΥΝΑΝΤΗΣΕΙΣ ΜΕ ΑΞΙΟΣΗΜΕΙΩΤΟΥΣ ΑΝΘΡΩΠΟΥΣ | Pel·lícules - 1998 Black Out - 2011 J.A.C.E. |